# Diecezja Lindi
Diecezja  Lindi – diecezja rzymskokatolicka  w Tanzanii. Powstała w 1913 jako prefektura apostolska. Podniesiona do rangi opactwa terytorialnego w 1927. Zlikwidowana w 1931, reaktywowana w 1986.

## Biskupi ordynariusze
- Arnold Ralph Cotey SDS (1963-1983)
- Polycarp Pengo (1983-1986)
- Maurus Libaba (1986-1988)
- Bruno Pius Ngonyani (1990-2022)
- Wolfgang Pisa (od 2022)